# Joseph-Octave Arsenault
Pour les articles homonymes, voir Arsenault.
Joseph-Octave Arsenault (né le 5 août 1828, mort le 14 décembre 1897) était un homme politique canadien. Il fut le premier Acadien de l'Île-du-Prince-Édouard à être nommé au Sénat du Canada.

## Vie professionnelle hors politique
Joseph-Octave Arsenault est né à Cascumpèque, Île-du-Prince-Édouard, de Mélème Arsenault et Bibienne Poirier. À 19 ans, il devient instituteur et le restera jusqu'à ses 37 ans. En 1865, il se lance dans le commerce et ouvre deux magasins généraux à Abram-Village et à Wellington. Son activité se développe dans les années suivantes et il ouvre une pêcherie puis une conserverie de homard.

## Carrière en politique
Parallèlement, il entame une carrière politique en étant élu en 1867 à l'assemblée législative de l'Île-du-Prince-Édouard où il siège pendant 28 ans. Il est ensuite nommé en 1895 au Sénat du Canada comme représentant de sa province et y reste jusqu'à sa mort survenue en 1897 à Abram-Village.

## Activité politique acadienne
Joseph-Octave Arsenault est fortement impliqué dans l'émergence de la conscience nationale acadienne qui voit le jour à cette époque. Il fait partie des Acadiens présents au rassemblement des Canadiens français organisé par la Société Saint-Jean-Baptiste à Québec en 1880, manifestation qui sera à l'origine de la création des conventions nationales acadiennes. 
Il joue un rôle important dans l'organisation de ces deux premières conventions qui ont lieu à Memramcook au Nouveau-Brunswick en 1881, pour laquelle il était vice-président, et à Miscouche, sur l'Île-du-Prince-Edouard, en 1884 .

## Divers
Joseph-Octave Arsenault se maria le 15 avril 1861 à Gertrude Gaudet dont il eut 9 enfants. Un de ses fils, Aubin-Edmond Arsenault devint premier ministre de l'Île-du-Prince-Édouard et un autre, Joseph-Félix Arsenault, fut élu à l'assemblée provinciale.